# ベイトゥセバプの反乱
ベイトゥセバブの反乱 (ーのはんらん、トルコ語: Beytüşşebap ayaklanması、クルド語: Serhildana Elkê) とは、現代のトルコ共和国における最初のクルド人の反乱。

## 解説
1924年3月3日のアタチュルクによるオスマン帝国のカリフ制の廃止、クルド人のアイデンティティに対するトルコの抑圧的な政策、クルド語の公の使用と教育の禁止、そしてクルド人の地主と部族長の再定住に反対するものであった。
しかしこれらの主張は、当時の状況下での禁止とは異なり、新興国トルコの統一を守るためになされたものであり、弾圧の意味はなかった。
トルコ軍の多くの将校が反乱のために脱走した。反乱はシブラン族のハリド・ベグ・シブランによって率いられた。他の指揮官にはイフサン・ヌリとユスフ・ジヤ・ベイがいた。
反乱は 1924 年 8 月にベイトゥシュシェバプの守備隊がトルコ政府に対して反乱を起こしたことから始まりました。
反乱は失敗に終わり、始まってすぐに終わった。
ユスフ・ジヤ・ベイは1924年10月10日に逮捕され、ハリド・ベグ・シブランも反乱に関与したとして告発されたと伝えられている。ハリド・ベグ・シブランは1924年12月にエルズルムで捕らえられた。両者ともビトリスで軍法会議にかけられた。
反乱は鎮圧されたが、翌年には別のクルド人の反乱であるシェイク・サイードの反乱が始まることになる。

## 参照
1. 1 2  Abbas vali『クルド民族主義の起源に関するエッセイ』Mazda Publishers。ISBN 9781568591421。
2. 1 2  Erik J. Zürcher『トルコ: 現代史』I.B.Tauris、170, 171頁。ISBN 9781860649585。
3. ↑  「İki Mustfa Kemal var...」『Milliyet』1935 年 5 月 1 エラー: 日付が正しく記入されていません。（説明）。
4. ↑  ロバート・オルソン (1989)、p.172
5. ↑  Umut Üngör. “Young Turk social engineering : mass violence and the nation state in eastern Turkey, 1913- 1950”.   University of Amsterdam. 2020 年 4 月 9 日閲覧。 エラー: 閲覧日が正しく記入されていません。（説明）
6. ↑  『クルド民族主義の出現とシェイク・サイードの反乱、1880～1925年』テキサス大学出版局、1989年。ISBN 0292776195。
7. ↑  Chaliand Gérard『国のない民族: クルド人とクルディスタン』Zed Books、1993年。
8. ↑  Chaliand, Gérard (1993) (英語). A People Without a Country: The Kurds and Kurdistan. Zed Books. pp. 52–53. ISBN 978-1-85649-194-5
9. ↑  Erik J. Zürcher『トルコ: 現代史』I.B.Tauris、170, 171頁。ISBN 9781860649585。
10. ↑  Zürcher, Erik J. (2004-09-04) (英語). Turkey: A Modern History. I.B.Tauris. pp. 170, 171. ISBN 9781860649585